# Championnat de Suisse masculin de basket-ball de troisième division
 (juillet 2016).
Si vous disposez d'ouvrages ou d'articles de référence ou si vous connaissez des sites web de qualité traitant du thème abordé ici, merci de compléter l'article en donnant les références utiles à sa vérifiabilité et en les liant à la section « Notes et références ».
Le championnat de Suisse messieurs de basket-ball de NL1, dénommé 1re ligue nationale messieurs (1LNM), est une compétition de basket-ball qui est pour la Suisse le 3e échelon national. 
Ce championnat constitue le 3e niveau après la SBL et la LNB. Il se déroule annuellement sous forme d'un championnat opposant douze clubs puis de playoff. Une saison du championnat commence en automne et se termine au printemps suivant. Le tenant du titre en 2023 est Vevey Riviera Basket U23.

## Historique
Le championnat de Suisse de basket-ball de NL1 existe depuis 1994. C'est la Ligue nationale de basket-ball qui organise la compétition.
Dès la saison 2016-2017, c'est Swiss Basketball qui organise le championnat de Suisse de basket-ball de NL1.

## Principe
Depuis la saison 2003-2004, le championnat de Suisse de basket-ball de NL1 s'organise en deux groupes :
- groupe Est
- groupe Ouest

## Palmarès
| Saison    | Vainqueur                                  |
| --------- | ------------------------------------------ |
| 2022/2023 | Vevey Riviera Basket U23                   |
| 2021/2022 | Bernex Basket                              |
| 2020/2021 | Aucun titre décerné (pandémie du covid 19) |
| 2019/2020 | Aucun titre décerné (pandémie du covid 19) |
| 2018/2019 | Val-de-Ruz Basket                          |
| 2017/2018 | Blonay Basket                              |
| 2016/2017 | Lions Genève Relève U23                    |
| 2015/2016 | Blonay Basket                              |
| 2014/2015 | Lugano Tigers U23                          |
| 2013/2014 | Chêne Basket                               |
| 2012/2013 | Ovronnaz-Martigny Basket                   |
| 2011/2012 | BC Küsnacht-Erlenbach                      |
| 2010/2011 | BBC Nyon U23                               |
| 2009/2010 | STB Bern Basket                            |
| 2008/2009 | Denti Della Vecchia-Lugano                 |
| 2007/2008 | Académie Fribourg Olympic                  |
| 2006/2007 | STV Luzern Basket                          |
| 2005/2006 | Étoile sportive Vernier                    |
| 2004/2005 | Chêne Basket                               |
| 2003/2004 | Reussbühl Rebels                           |
| 2002/2003 | SAV Vacallo Basket                         |
| 2001/2002 | Bernex Onex Basket                         |
| 2000/2001 | STB Bern Basket                            |
| 1999/2000 | Echallens BBC                              |
| 1998/1999 | Lausanne Basket                            |
| 1997/1998 | SP Viganello                               |
| 1996/1997 | Marly Basket                               |
| 1995/1996 | Villars Basket                             |
| 1994/1995 | CVJM Birsfelden Basketball                 |